# Triaenodes reuteri
Triaenodes reuteri là một loài Trichoptera trong họ Leptoceridae. Chúng phân bố ở miền Cổ bắc.